# Rüdiger Sagel
Rüdiger Sagel (Lünen, 1955. augusztus 9. –) német mérnök és politikus. 1968 és 1970 között Indiában tanult egy német nyelvű iskolában.